# Draško Albijanić
Draško Albijanić, né le 14 février 1986, à Trebinje, en République socialiste de Bosnie-Herzégovine, est un joueur bosnien de basket-ball. Il évolue au poste de pivot.